# Луанда (покрајина)
Луанда (порт. Luanda), једна је од 18 покрајина у Републици Ангола. Покрајина се налази на северозападном делу земље са излазом на Атлантски океан и у овој покрајини се налази административни центар државе.
Покрајина Луанда покрива укупну површину од 2.417 km² и има 6.542.942 становника (подаци из 2014. године). Највећи град и административни центар и покрајине и државе Ангола је истоимени град Луанда.

## Административно подела покрајине
Покрајина Луанда се дели на следећих 7 општина (порт. município):
- Какуако (Cacuaco)
- Вијана (Viana)
- Казенга (Cazenga)
- Белас (Belas)
- Иколо е Бенго (Ícolo e Bengo)
- Луанда (Luanda)
- Кисама (Quiçama)